# Ruslan Abışov
Ruslan Abışov (ur. 10 października 1987 w Baku) – azerski piłkarz grający na pozycji środkowego obrońcy.
Wychowanek Neftçi PFK. W latach 2012–2013 piłkarz klubu Xəzər Lenkoran. Od 2013 do 2015 grał w Rubinie Kazań. W 2015 przeszedł do FK Qəbələ, a w 2016 do İnter Baku. Od 2017 występuje w azerskim klubie Neftçi.
W reprezentacji Azerbejdżanu zadebiutował w 2009.